# Barbara Kletter
Barbara Christina Kletter (Hengelo, 27 september 1960) is een Nederlands beeldhouwer.

## Jeugd en opleiding
Kletter groeide op in Haarlem. Na het Atheneum B studeerde zij Nederlandse taal- en letterkunde aan de Universiteit van Amsterdam. Aan de Koninklijke Academie van Beeldende Kunsten te 's-Gravenhage volgde zij de opleiding Beeldhouwen & boetseren.

## Werken
- (1989) Zonder titel en Zonder pretenties, Provinciehuis Utrecht, Utrecht
- (1990) Schaal 1:4, beeldentuin Historisch Museum, Zoetermeer
- (1992) Balkon, Hersenstichting Nederland, Den Haag
- (1993) Kijker, Hugo de Vrieslaan/Nobelweg, Amsterdam
- (1993) Huisje & Bal, Hollands Buitenhuisje, Spaarnwoude
- (1994) Paddestoelen, Teylers Museum, Haarlem
- (1997) Uitdijend heelal, Vereniging voor Penningkunst
- (1999) Zweven en Lanceren, Techniekpaviljoen KSG, Apeldoorn
- (2002) Wagenparkje, St. Kinderopvang, Maassluis
- (2003) Drinkwater, brug Amstellaan/Leidsevaartweg, Heemstede
- (2006) 10 x Beweging, Spaarne Gasthuis, Hoofddorp
- (2008) Ontmoeting, RKBS De Fontein, Den Haag
- (2008) Schemerlicht, Huizingaplein, Terneuzen
- (2011) De Ronde Kamer, Het Perron, Veenendaal
- (2013) Dudoks Binnenhof, Raadhuis Velsen, IJmuiden
- (2016) Lichttuin, Spaarne Gasthuis, Hoofddorp
- (2017) Toverberg, KC De Toverberg, Zoetermeer
- (2017) Ontmoeting, Hoofdkantoor a.s.r., Utrecht

## Afbeeldingen

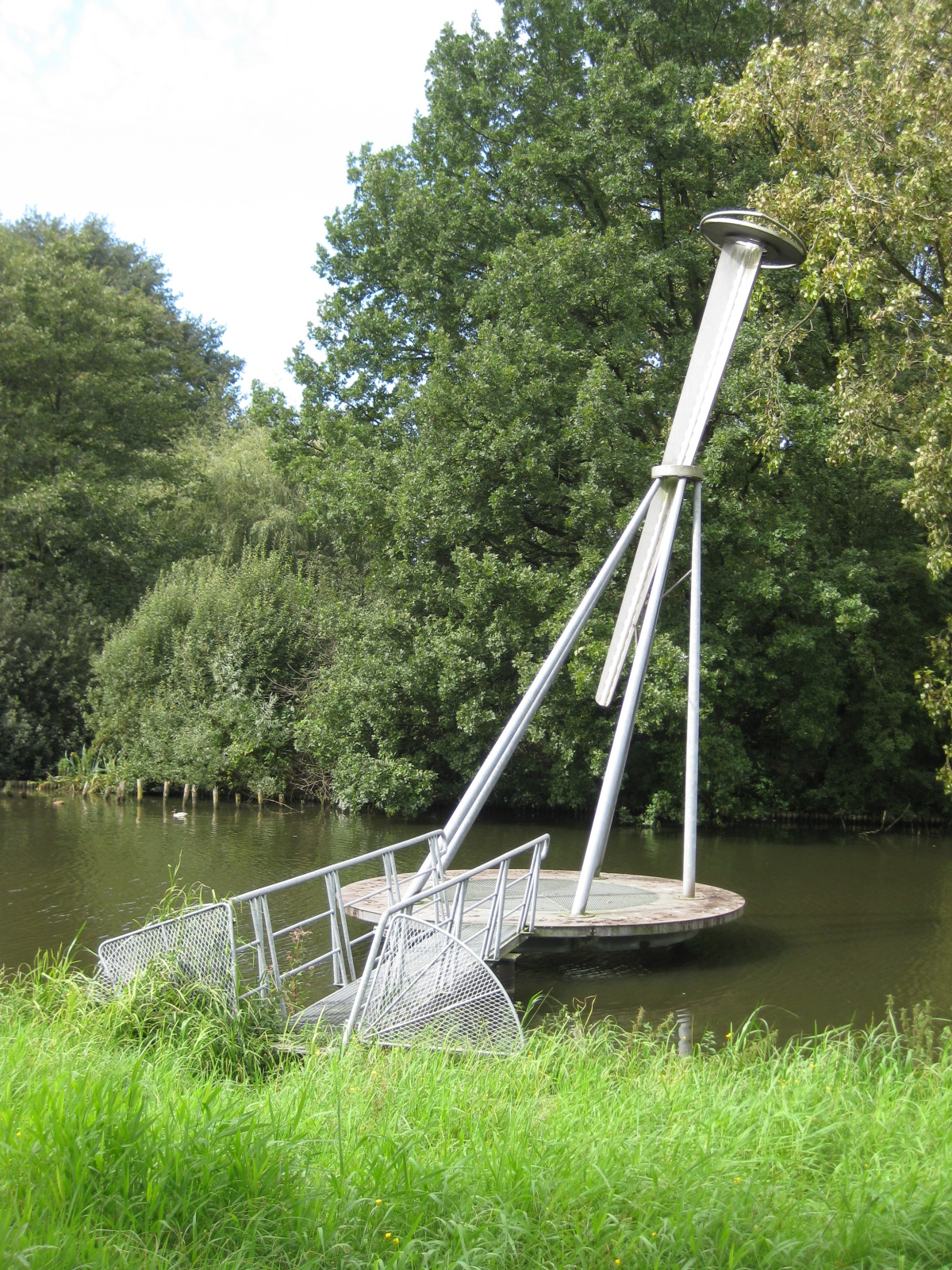
Kijker
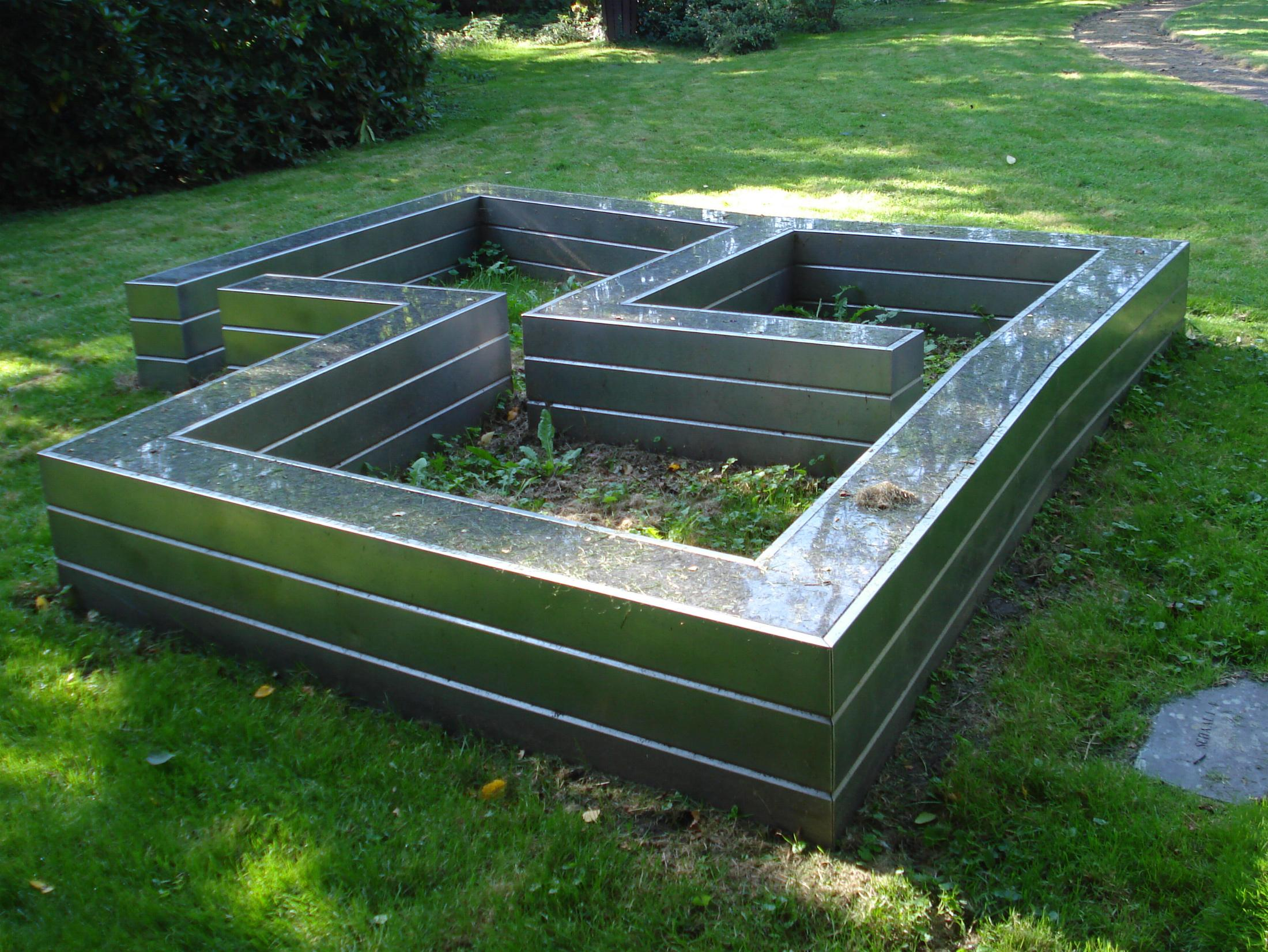
Schaal 1:4